# 月雲よる
月雲 よる（つくも よる、2002年9月15日 - ）は、日本のAV女優。東京都出身。DINO所属。

## 経歴
2023年5月2日、アダルトビデオメーカーMOODYZ（ムーディーズ）より『大型新人 奇跡の美少女 Gカップ月雲よる AVDebut!!』でAVデビュー。デビュー当時のキャッチコピーは、「まだ未完成、でも完璧美少女」。デビュー前はライバー（ライブ配信者）をしていた。
2024年4月19日をもって、所属事務所を株式会社DINOに移籍。
同年8月31日、Akiba Stella Cube「DINOスーパーLive夏祭り2024」の企画トークコーナーに参加。
同年9月2日週FANZA動画フロアランキングにて、セール効果もあり前年5月発売のデビュー作が1位に急浮上した。
ハーレーダビッドソン専門誌『VIBES』Vol.372（2024年10月号）で表紙を担当。
2025年には滋養強壮サプリ『ウマ息子』（MSG）キャンペーンガール就任。

## 人物
趣味はアニメ鑑賞、メダルゲーム(モンスターハンターのみ)、プラレール。特技はサッカー（7年）、水泳（12年）。好きな場所は池袋。初体験は15歳。サッカーはジュビロ磐田ユースに在籍した。
3番目に交際した男性と『セックス研究会』を結成し日々語り、四十八手は本当にできるかなどを実践、研究していた。この結果、人には性器の形状（上付き、下付き等）があり、男女の組み合わせによってできる体位とできない体位があることを知覚したという。膣が浅いため、男性器は小さいほうが好み。またこの当時フェラチオがヘボいと指摘されたため、バキュームフェラを特訓。相手の気持ちよさそうな顔を見ることが好きになり特技にもなり、これはのちの女優業にも活きた。
好みの男性は年上（理想は10歳以上でお父さんぽい包容力ある人）。同年代とは話が合わないことを理由に挙げている。自身の生活スタイルは「ニートみたいなもん」と例えている。
好きな体位は正常位。
好きな女優は小野六花と七沢みあ。
2024年時点での一番好きな自身の作品として『一度射精しても、見つめて囁きヌイてくれる回春エステ』（2023年7月発売）を挙げており、『回春エステ2』を希望している。
潔癖症で手を汚すのが嫌なため、よるニーはirohaを使用し、おしゃオナしている。
新幹線が好きと語っており、特にE5系を推していると自身のXで語っている。ただし、秋田新幹線に使用されるE6系は好みではない。
人混みが苦手なこともあり、遊園地などの観光スポットより神社仏閣巡り、温泉旅などを好む。

## 作品

### アダルトDVD / BD
| 発売日  | タイトル                                                                                 | 規格品番 | 規格品番  | メーカー | 監督         | 備考       |
| 発売日  | タイトル                                                                                 | DVD      | BD        | メーカー | 監督         | 備考       |
| ------- | ---------------------------------------------------------------------------------------- | -------- | --------- | -------- | ------------ | ---------- |
| 5月2日  | 大型新人 奇跡の美少女 Gカップ月雲よる AV Debut!!                                         | MIDV-339 | 9MIDV-339 | MOODYZ   | うさぴょん。 | デビュー作 |
| 6月6日  | Gカップ奇跡の美少女 ビックンビックン子宮痙攣が止まらない 初イキッ4本番! 月雲よる         | MIDV-377 | 9MIDV-377 | MOODYZ   | うさぴょん。 |            |
| 7月4日  | 猛烈な唾液キスと絡み合う肉体 4K機材収録 月雲よる                                         | MIDV-398 | 9MIDV-398 | MOODYZ   | 豆沢豆太郎   |            |
| 8月1日  | 一度射精しても、見つめて囁きヌイてくれる回春エステ 月雲よる                              | MIDV-429 | 9MIDV-429 | MOODYZ   | 豆沢豆太郎   |            |
| 9月5日  | 潮・汗・涎 美白Gカップ激ピストン全身体液噴出アクメ 月雲よる                              | MIDV-467 | 9MIDV-467 | MOODYZ   | ドラゴン西川 |            |
| 10月3日 | 汗だくマジパコ! スケベ丸出し温泉旅行 照れて濡れてチ〇ポ大好きガチイキ大・痙・攣 月雲よる | MIDV-496 | 9MIDV-496 | MOODYZ   | TAKE-D       |            |
| 11月7日 | 生意気な幼なじみの後輩と5日間のツンデレ同棲生活 月雲よる                                 | MIDV-524 |           | MOODYZ   | キョウセイ   |            |
| 12月5日 | 10発ぜぇ～んぶ精子が出るまで ず～っとアタシのバキュームフェラで攻撃ターン 月雲よる       | MIDV-555 |           | MOODYZ   | 真咲南朋     |            |

| 発売日   | タイトル | 規格品番 | 規格品番  | メーカー | 監督           | 備考       |
| 発売日   | タイトル | DVD      | BD        | メーカー | 監督           | 備考       |
| -------- | --- | -------- | --------- | -------- | -------------- | ---------- |
| 1月2日   | 痴漢の指マンがストライクすぎて… 声も出せず糸引くほど愛液が溢れ出し堕とされた私 月雲よる                                                | MIDV-585 |           | MOODYZ   | ジャケン小玉   |            |
| 3月5日   | 甘トロ涎まみれニコペロ小悪魔ベロチューナース 月雲よる                                                                                  | MIDV-645 | 9MIDV-645 | MOODYZ   | 赤井彗星       |            |
| 4月2日   | おま●こギュンギュン喰い込み・むにむにハミまん・丸出しくぱぁ 卑猥エロかわ衣装で連続ヌキしてくれる風俗フルコース 月雲よる                | MIDV-675 | 9MIDV-675 | MOODYZ   | ドラゴン西川   |            |
| 4月16日  | 新任の月雲先生がオタク教師とまさかの相部屋 絶倫デカチンに堕ちていく様を 目の前で見せつけられたボクは鬱勃起 激ピス狂いNTR 月雲よる      | MIDV-704 |           | MOODYZ   | 前田文豪       |            |
| 5月7日   | 担任教師の僕は生徒の誘惑に負けて 放課後ラブホで何度も、何度も、セックスしてしまった… 月雲よる                                          | MIDV-740 | 9MIDV-740 | MOODYZ   | サッポロ太郎   |            |
| 6月4日   | デカチン店長の絶倫ち●ぽがドストライクすぎて 週6シフト挿れてしまうバイト不倫 月雲よる                                                   | MIDV-744 |           | MOODYZ   | 肉尊           |            |
| 8月6日   | 手コキを駆使して成績と射精を管理してくる ハンドテク家庭教師 月雲よる                                                                   | MIDV-809 | 9MIDV-809 | MOODYZ   | キョウセイ     |            |
| 9月3日   | ラグビー部員の覗き被害を告発した 女子マネージャーを逆恨み集団レ×プ 絶倫ピストン監禁ぶっかけ輪姦 月雲よる                               | MIDV-839 |           | MOODYZ   | 五右衛門       |            |
| 10月1日  | 絶対ご奉仕! 超高級メイドの姉は超イジワル! 性奉公で溜まったストレスを追撃弟チ○ポいじめで発散するから 亀頭は常に真っ赤っかです… 月雲よる | MIDV-876 | 9MIDV-876 | MOODYZ   | TAKE-D         |            |
| 10月29日 | 最強顔面、最高おっぱい。 絶対的美少女 月雲よるMOODYZ1stBEST 12タイトル12時間                                                           | MIZD-407 |           | MOODYZ   | —              | 単体ベスト |
| 11月5日  | 無限性欲レ●プ魔の義父の絶倫チ〇ポがドストライク! 母が再婚した絶倫親父に 何度も何度も無理やり犯され続けた青春時代 月雲よる              | MIDV-912 |           | MOODYZ   | HiroA          |            |
| 12月3日  | 大嫌いな粘着社長の媚薬キメセクで… 淫汁まみれイクイク奉仕させられた可憐秘書 月雲よる                                                    | MIDV-950 |           | MOODYZ   | トレンディ山口 |            |

| 発売日 | タイトル | 規格品番 | 規格品番  | メーカー | 監督           | 備考         |
| 発売日 | タイトル | DVD      | BD        | メーカー | 監督           | 備考         |
| ------ | --- | -------- | --------- | -------- | -------------- | ------------ |
| 1月7日 | 解禁 初めての中出し性交 月雲よる | MIDV-991 | 9MIDV-991 | MOODYZ   | らくだ         | 中出し解禁作 |
| 2月4日 | 献身ビッチ女子マネージャーのスタミナ増強トレーニング! 2泊3日20射精おま○こ中出し合宿 月雲よる                                                              | MIDA-032 |           | MOODYZ   | 宝瀬博教       |              |
| 3月4日 | 観れば絶対早漏改善できる! アナタもヌイて学べる月雲よると一緒に! How to SEX! 「バキュームフェラ耐えたら中出し」編                                          | MIDA-070 |           | MOODYZ   | ZAMPA          |              |
| 4月1日 | 初めて彼氏の家に行ったのに、 住んでいたのはゴミ屋敷の不潔絶倫オヤジでした。 騙されるまま連れ込まれ媚薬混入キメセク強姦 10発も中出しされたワタシ… 月雲よる | MIDA-108 |           | MOODYZ   | ぬまモン       |              |
| 5月6日 | 危険日12時間上書き中出し! 精液満タンおま●こに追撃ピストン孕ませ乱交 月雲よる                                                                              | MIDA-144 |           | MOODYZ   | トレンディ山口 |              |
| 6月3日 | 単位が欲しい留年ギャルのおねだりW中出し 鬼フェラごっくん & 鬼ピス杭打ちで 精子ブッコ抜かれた担任教師のボク。 月雲よる                                     | MIDA-218 |           | MOODYZ   | トレンディ山口 |              |
| 7月1日 | 「フェラなら何回射精しても浮気じゃないよ?」 連射してもチ○ポ舐めじゃくり理性崩壊させる カップルクラッシャー悪痴女のNTRフェラチオ20射精 月雲よる            | MIDA-182 |           | MOODYZ   | ぬまモン       |              |
| 8月5日 | ファンを沼らせる悩殺コスプレイヤーが発情オフパコ枕営業! 超過激イキ過ぎ中出し乱交パーティー 月雲よる                                                       | MIDA-262 |           | MOODYZ   | モンキーレンチ |              |

### アダルトVR
| 発売日  | タイトル | 品番     | メーカー | 監督             | 備考   |
| 2024年  | 2024年 | 2024年   | 2024年   | 2024年           | 2024年 |
| ------- | --- | -------- | -------- | ---------------- | ------ |
| 2月7日  | 月雲よる初VR! カワイイ顔と全裸スタイルをひとりじめ! 朝から晩までイチャラブしまくり同棲生活 8K × 2SEX × 高画質SPECIAL!!                             | MDVR-267 | MOODYZ   | ZAMPA            |        |
| 5月15日 | あざと可愛い後輩女子社員と残業後、終電がなくなって… 彼女がいるのに超接近囁き誘惑でお泊りセックス逆NTR                                              | MDVR-274 | MOODYZ   | こあら太郎（わ） |        |
| 7月24日 | 「そんなに好きなら私がエステ嬢になってあげる」 メンエス通いが彼女にバレて激オコ… お店では絶対NGの本番プレイで興奮させてくれる 僕専用自宅回春エステ | MDVR-300 | MOODYZ   | ジーニアス膝     |        |
| 2024年  | |          |          |                  |        |
| 12月3日 | スパイダー騎乗位! 乳首いじいじフェラ! 乳首舐め手コキ! いたずら乳首責め特化! ナースに痴女られたボク 2SEX 126分! 月雲よる                            | MDVR-326 | MOODYZ   | ジーニアス膝     |        |
| 2025年  | |          |          |                  |        |
| 7月8日  | 片言日本顔がかわいい韓国アイドルYORUちゃん緊急来日 チャットでつながった異国のアイドルと初密会 僕にだけ見せてくれたダンスとおっぱいと中出しSEX!     | MDVR-359 | MOODYZ   | ジーニアス膝     |        |

### イメージDVD / BD
| 発売日   | タイトル            | 規格品番  | 規格品番  | メーカー           | 備考   |
| 発売日   | タイトル            | DVD       | BD        | メーカー           | 備考   |
| 2023年   | 2023年              | 2023年    | 2023年    | 2023年             | 2023年 |
| -------- | ------------------- | --------- | --------- | ------------------ | ------ |
| 11月29日 | 湯女美人 月雲よる   | MBR-BN041 |           | スパイスビジュアル |        |
| 2024年   |                     |           |           |                    |        |
| 7月9日   | 無防備な月 月雲よる | FWAY-022  | 9FWAY-022 | FAIR & WAY         |        |

### デジタル写真集
2023年
- #Escape 月雲よる（12月18日、ジーオーティー、撮影：manimanium)

2024年
- みんなあつまれ MOODYZキャンペーン2024 スペシャルフォトブック（3月15日、FANZA BEAUTY COLLECTION）※FANZA「みんなあつまれ! MOODYZキャンペーン2024」キャンペーンガール16名の撮り下ろし写真を収録。FANZA限定配信。
- MOODYZ COLLECTION vol.2（12月24日、a-list photo anthology）※MOODYZ専属女優12名によるオムニバス写真集。

2025年
- MOODYZ COLLECTION vol.3（5月20日、a-list photo anthology）※MOODYZ専属女優11名によるオムニバス写真集。
- MOODYZ COLLECTION vol.4（6月6日、a-list photo anthology）※MOODYZ専属女優11名によるオムニバス写真集。
- 裸体パビリオン 月雲よる（6月15日、フェア出版、撮影：中山雅文）

## 出演

### 雑誌
- 実話ナックルズGOLD vol.33（2023年7月6日、大洋図書）※ 企画グラビア掲載

### ウェブテレビ
- カチコチTV #157 / #158（2024年1月5日・1月12日、FANZA TV）
- Love in the Air-恋の予感- 第2話（2024年11月3日、FOD）レースクイーン役※2025年6月17日からフジテレビでも放送

### ラジオ
- Saturday☆バンド☆フィーバー（2024年9月7日[11]、FM SALUS）
- MUSIC POWER!!（2024年9月7日[12]、FM SALUS）

### ウェブ
- Midnight Street 月雲よる×渋谷（2024年5月20日、fempass）※撮り下ろしグラビア、インタビュー掲載[13]

### MV
- 新しい学校のリーダーズ「Change 」（2024年）